# Guêpe
Pour les articles homonymes, voir Guêpe (homonymie).
Ne doit pas être confondu avec Frelon.
Taxons concernés
Dans le sous-ordre Apocrita,
principalement parmi les super-familles :
- Vespoidea
  - famille Pompilidae
  - famille Scoliidae
  - famille Vespidae (la plupart des guêpes)
- Apoidea
  - famille Sphecidae (dont des guêpes solitaires)
  - famille Crabronidae (dont des guêpes fouisseuses)
- Cynipoidea
  - famille Cynipidae (guêpes à galle ou mouches à galle)

Autres articles sur les guêpes
- Quelques guêpesmodifier

Le mot guêpe désigne plusieurs sortes d'insectes hyménoptères ayant généralement un abdomen jaune rayé de noir et dont la femelle porte un dard venimeux.
Ce nom ne correspond pas à un niveau précis de classification scientifique des espèces. Il s'agit d'un nom vernaculaire dont le sens est ambigu en biologie car il est utilisé seulement pour désigner une partie des différentes espèces d'insectes classées dans diverses familles d'hyménoptères apocrites. Ce sous-ordre regroupe en effet à la fois les guêpes, abeilles, bourdons, frelons, fourmis, etc.
Dans le langage commun, le mot guêpe désigne le plus souvent un insecte du genre Vespula, et presque toujours la Guêpe commune (Vespula vulgaris) ou la Guêpe germanique (Vespula germanica) qui sont les espèces les plus fréquentes en Europe. Il en existe d'autres espèces, mal connues du public (ex. : polistes notamment). Le groupe des guêpes est divisé en deux sous-groupes : les guêpes sociales (ex. : 13 espèces répertoriées en Belgique/Luxembourg en 1969) ; et les guêpes solitaires.
Dans la culture populaire, la guêpe symbolise à l'origine une créature importune, dont on redoute la piqûre, mais on lui envie aussi sa fine « taille de guêpe ». Le nid de guêpe est dit « guêpier ».

## Caractéristiques générales des guêpes
Les caractéristiques générales des guêpes sont celles des Apocrita, avec des nuances pour chaque espèce : voir les articles détaillés pour plus d'informations sur leur description ou leur mode de vie.
D'une longueur variant habituellement de 10 à 19 millimètres, les guêpes ont une morphologie de base proche de celle des abeilles et des fourmis sexuées : une tête notamment dotée de mandibules et d'une paire d'antennes, d'une paire d'yeux composés et de trois ocelles infrarouges, un thorax sur lequel sont fixées six pattes et quatre ailes membraneuses, enfin l'abdomen arborant des couleurs vives avec à son extrémité un aiguillon relié à une glande à venin. Cependant, certaines guêpes (Guêpes à galles, Guêpe parasitoïdes) ont un ovipositeur allongé et fin à la place de ce dard et ne possèdent pas de venin.
En 2007, la plus petite guêpe connue Dicopomorpha echmepterygis de la famille des Mymaridae, mesure 0,139 mm.

Quelques espèces de guêpes
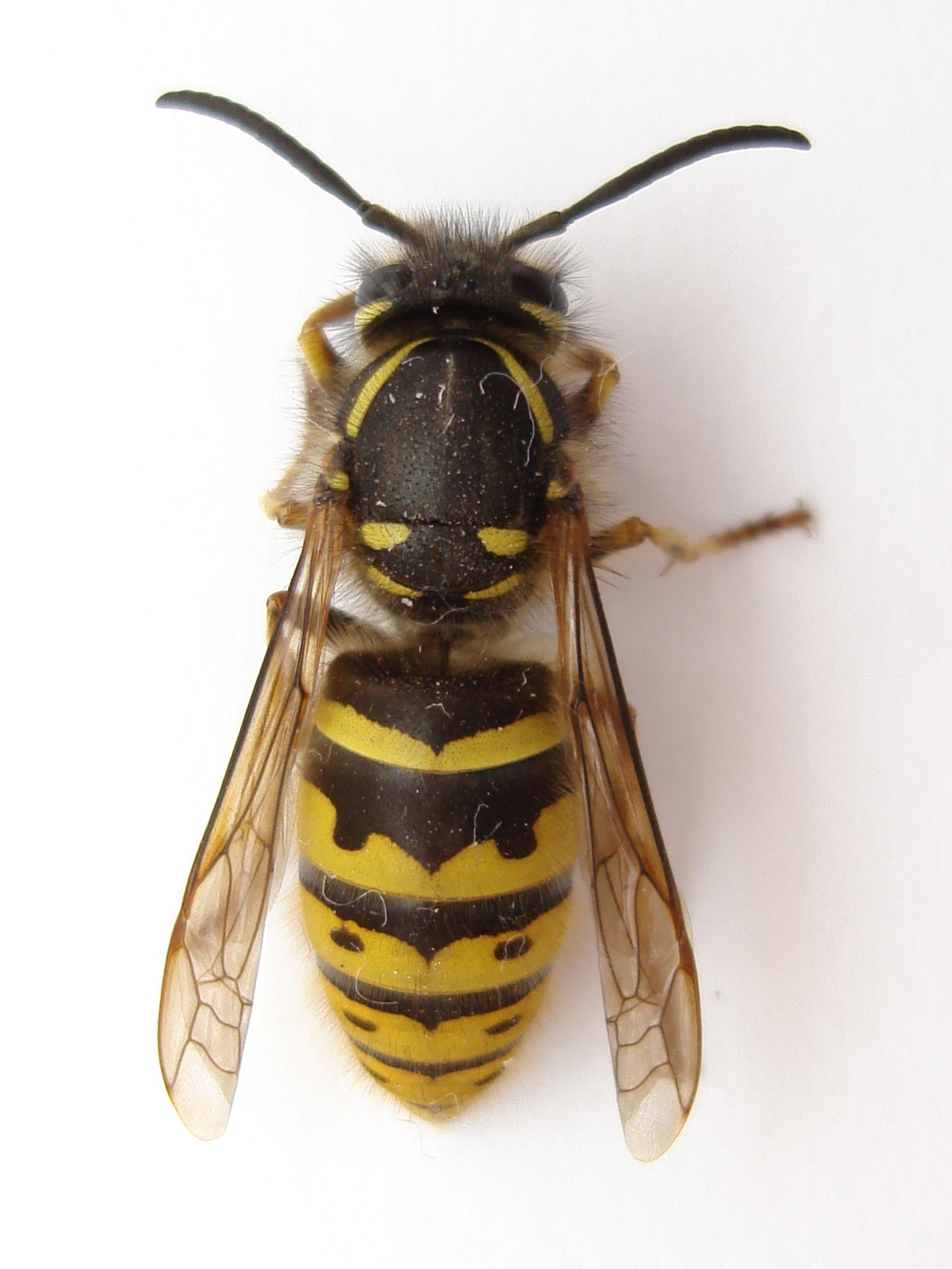
Guêpe commune (Vespula vulgaris), une guêpe sociale
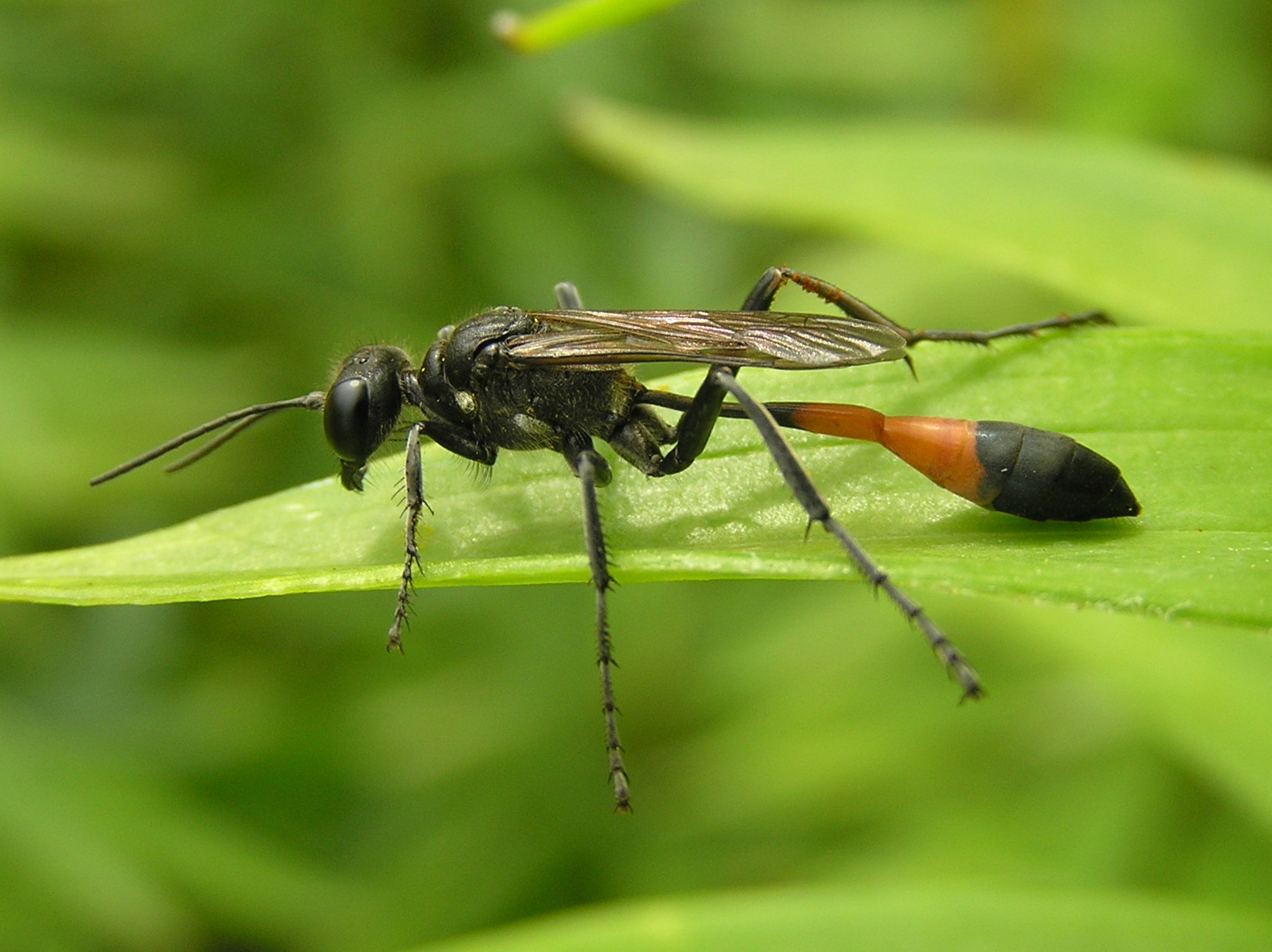
Ammophila sabulosa, une guêpe fouisseuse
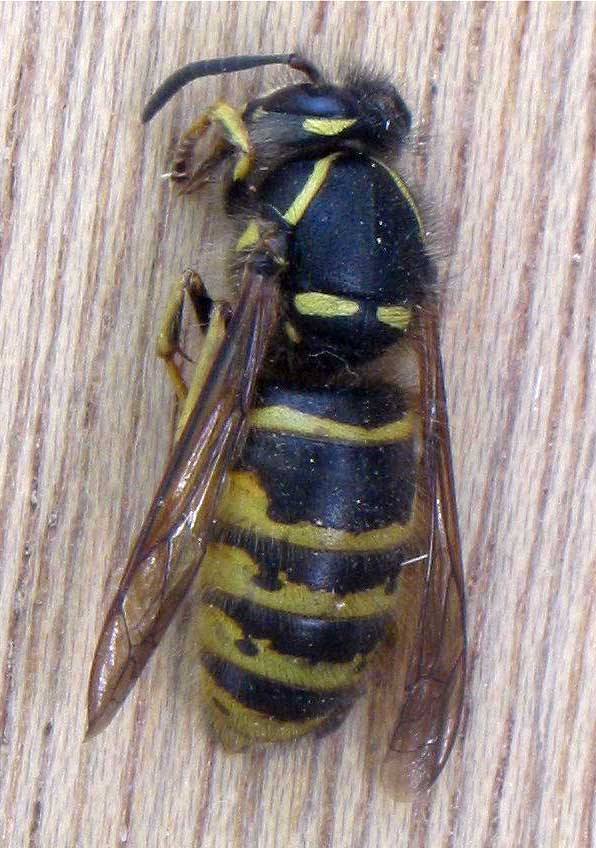
Guêpe saxonne (Dolichovespula saxonica)
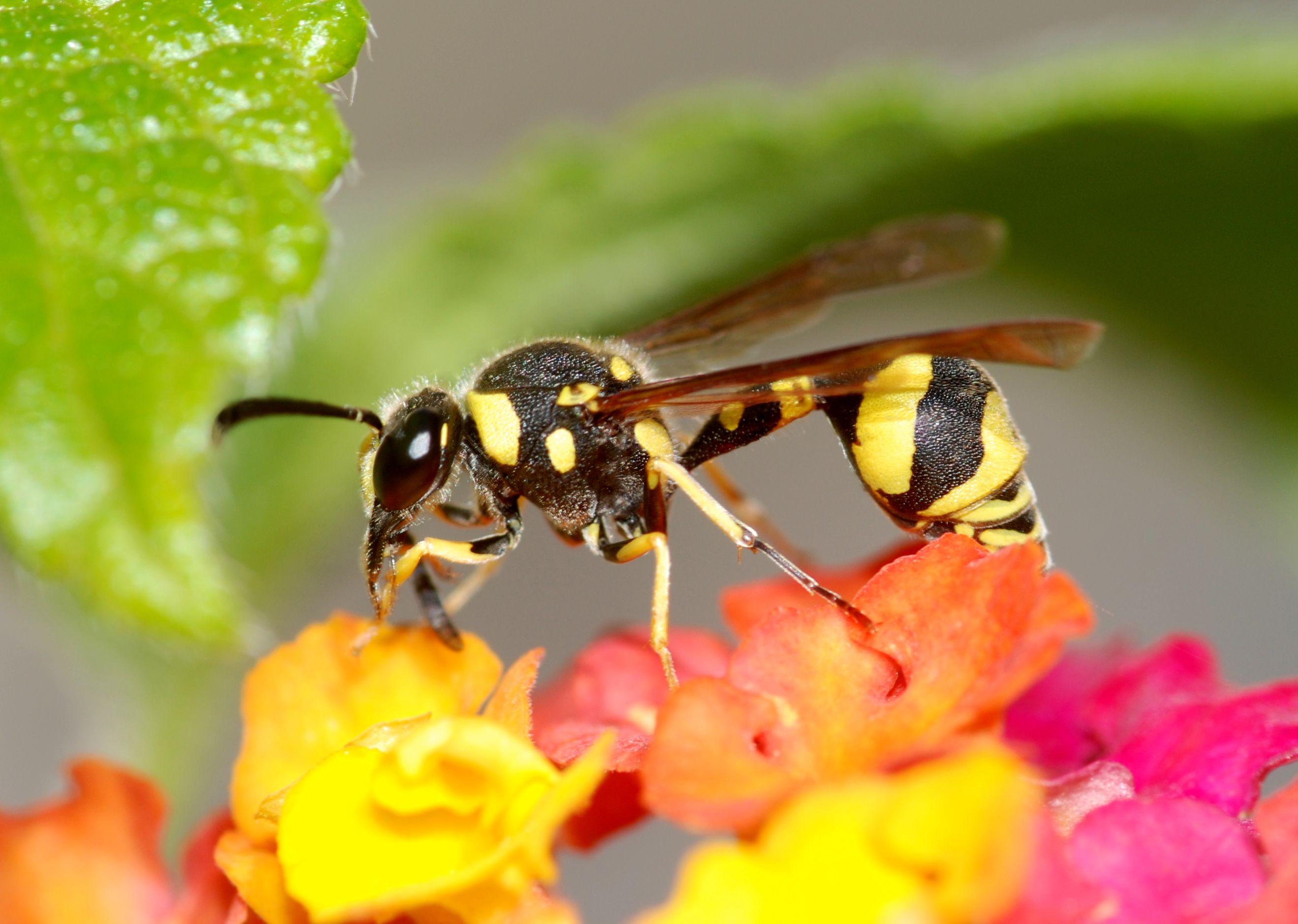
Guêpe maçonne, Eumenes sp.
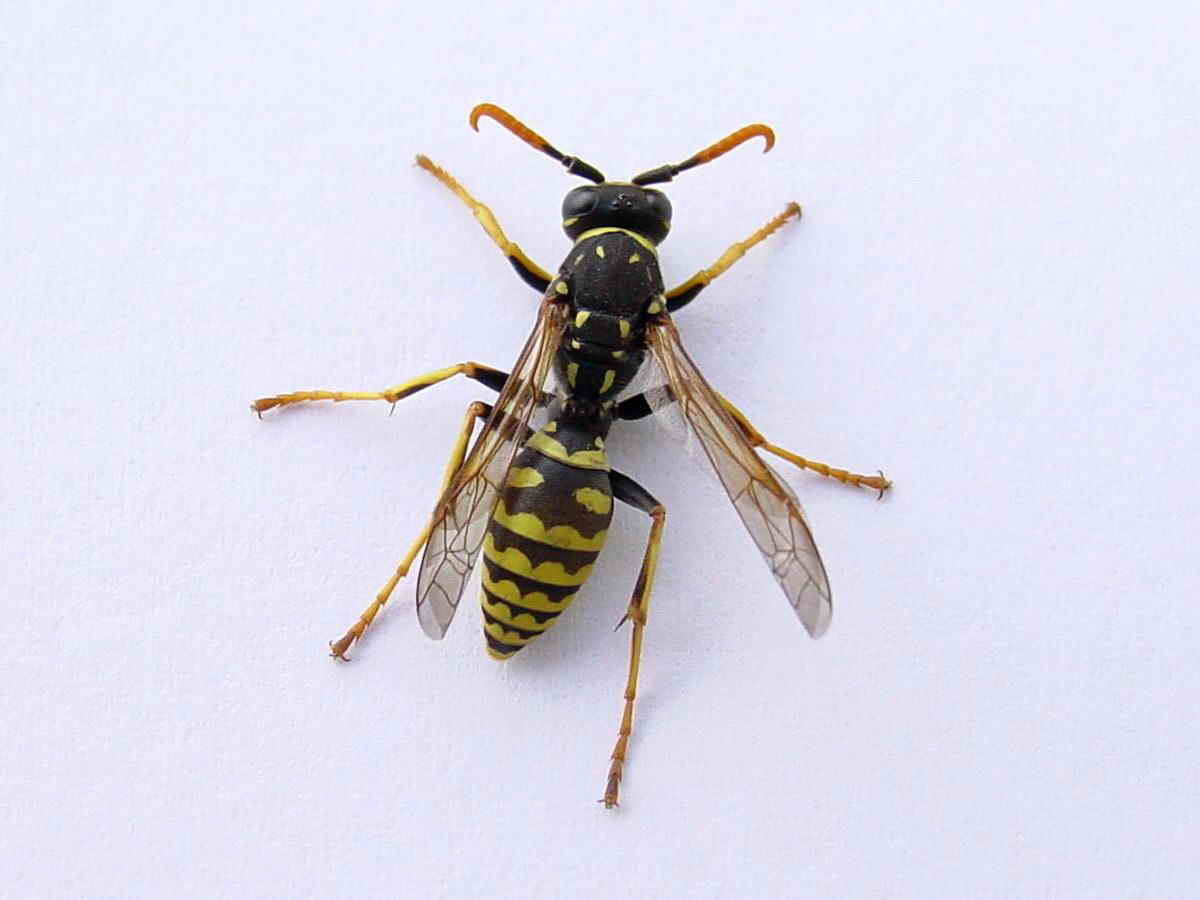
Guêpe poliste (Polistes dominula)
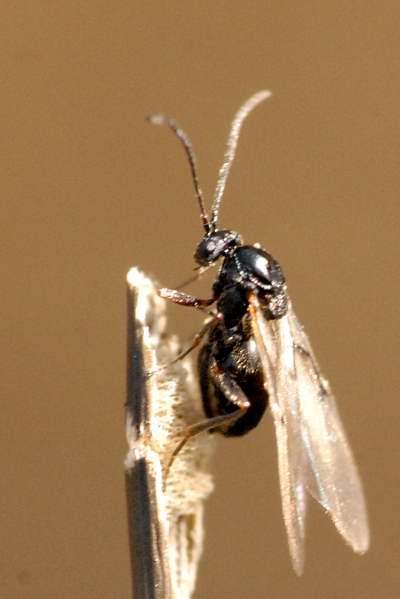
Cynips quercusfolii, une guêpe à galle

### Alimentation
Chez les guêpes sociales, l'adulte est essentiellement nourri par sa larve, qui une fois sustentée, régurgite un liquide sucré. Chez les espèces sociales, lorsqu'il n'y a plus de larves dans la colonie et chez les espèces solitaires, il se nourrit de tout type de sucres disponibles (fruits en décomposition, miellat, jus de plantes sucré, nectar...). 

Emport d'un morceau de poisson par une guêpe (après qu'elle l'a découpé)

Afin de nourrir les larves, la quasi-totalité des espèces de guêpes sont prédatrices d'autres insectes, voire nécrophages. Elles peuvent aussi chaparder des morceaux destinés à l'alimentation humaine (animation ci-contre). Les espèces sociales ne gardent le plus souvent que les muscles, situés dans le thorax de l'insecte. Après les avoir mastiqués, elles les servent à leurs larves. Les espèces solitaires paralysent leur proie avant de la stocker dans un nid où elles pondent un œuf. Une fois née, la larve se nourrit seule de sa proie toujours vivante. Les espèces de la sous-famille des Masarinae sont les seules guêpes à ne pas nourrir leurs larves de matières animales mais avec du pain d'abeille, à la façon des abeilles solitaires.

### Différencier une guêpe d’une abeille et d'autres insectes
La coloration jaune et noire n'est pas un caractère fiable pour distinguer les guêpes des abeilles. On dit couramment que la guêpe est jaune vif rayé de noir alors que l'abeille est plus brune (sauf l'abeille charpentière qui, elle, est toute noire), mais cela est très réducteur puisque certaines abeilles solitaires présentent une livrée jaune et noire (notamment celles des genres Nomada et celles de la tribu des Anthidiini). Par ailleurs, cette même robe bicolore ne se retrouve que chez les guêpes sociales (tribus des Vespini et Polistini) ainsi que chez les guêpes solitaires appartenant aux Eumeninae, mais chez les guêpes au sens large, il existe de très nombreuses espèces ne comportant aucune tache jaune.
Critères distinctifs
- L'abdomen et le corps de la guêpe sont très distincts, fins et peu poilus. Les abeilles, à l'inverse, sont plus compactes et poilues.
- Chez les guêpes sociales, l'ouvrière est munie d'un dard effilé et reste en vie quand elle pique un mammifère ; alors que l'ouvrière abeille domestique est munie d'un dard en forme de harpon (avec ardillons) et meurt, une partie de son abdomen arraché, lorsqu'elle pique un mammifère. Les femelles des guêpes et abeilles solitaires n'ont pas de dard ou n'en font pas un usage défensif.
- Les guêpes sont quasiment toutes prédatrices ou nécrophages, alors que les abeilles sont toutes floricoles.
- Les guêpes sociales ne participent pas à la pollinisation et ne possèdent pas d'organes de récolte de pollen, tels que les brosses et corbeilles à pollen aux pattes postérieures chez les femelles de l'Abeille européenne et des bourdons ou sous l'abdomen des Megachilidae.

Toutefois plusieurs espèces d'abeilles ont des aspects extrêmement proches des guêpes ce qui trompe facilement leurs prédateurs comme les humains profanes. En outre, plusieurs autres espèces d'insectes n'appartenant pas à la famille des hyménoptères s'efforcent aussi de ressembler à des guêpes pour dissuader leurs prédateurs, comme les syrphes. 

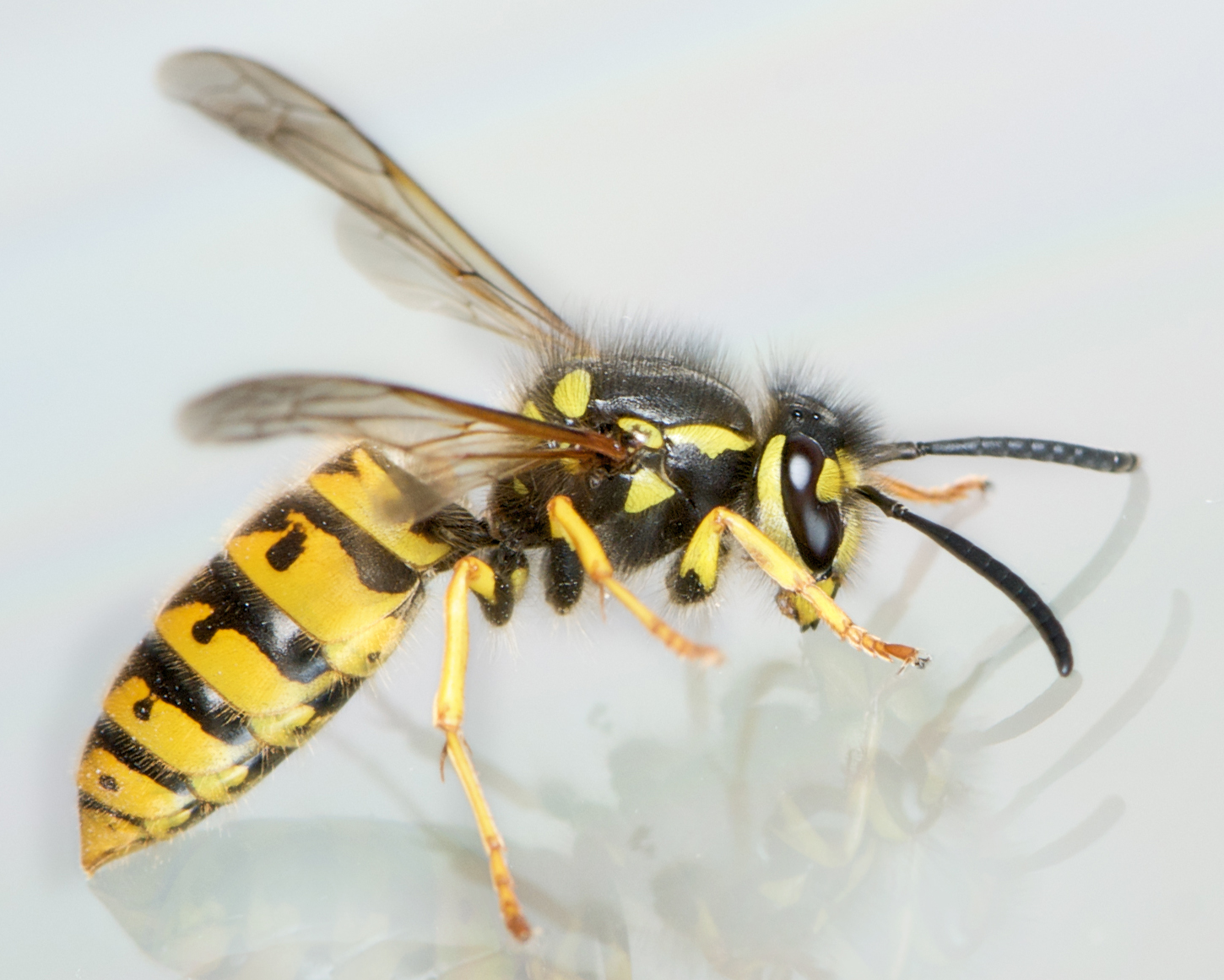
Guêpe  (ici, guêpe germanique, Vespula germanica)
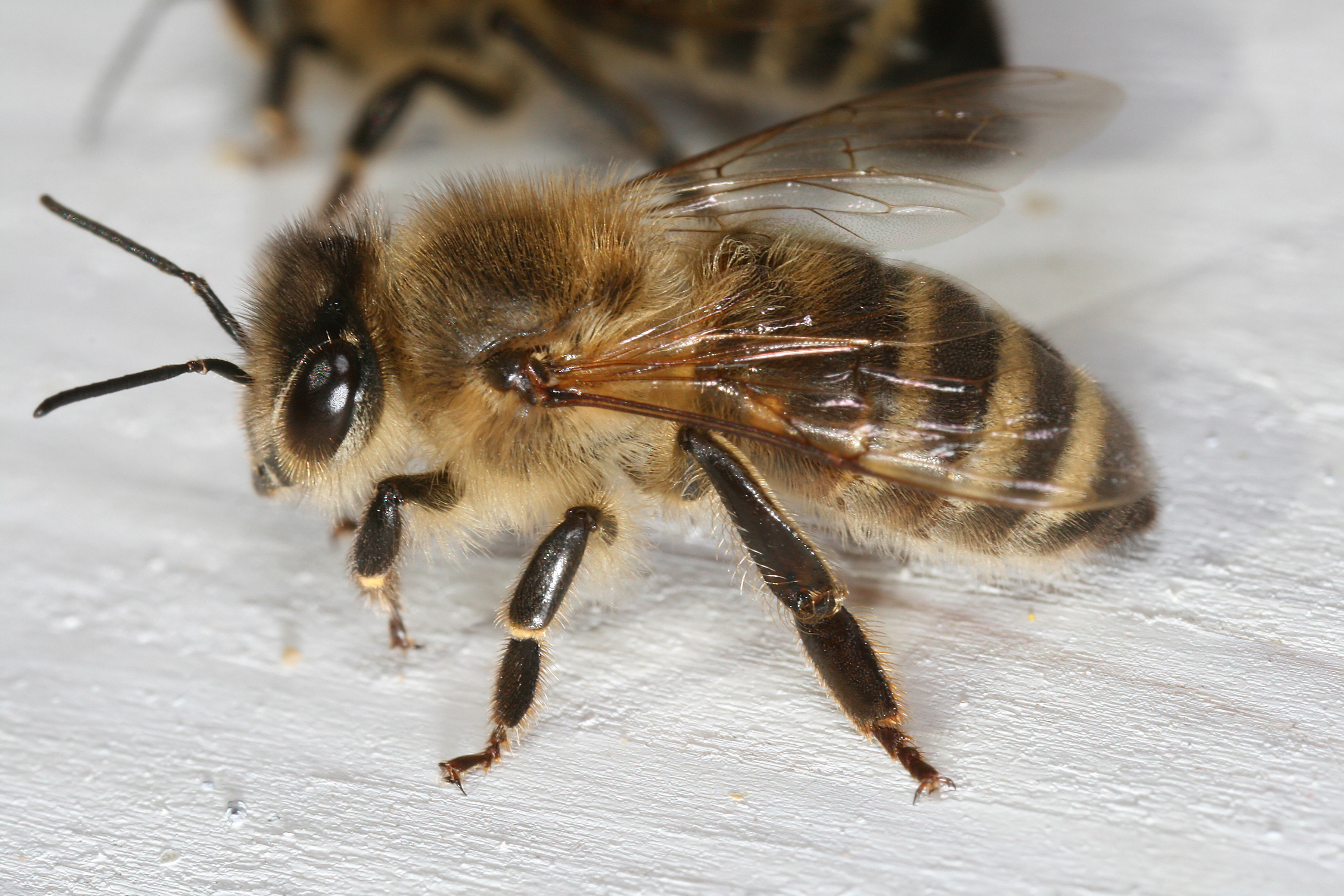
Abeille (ici abeille domestique, Apis mellifera)
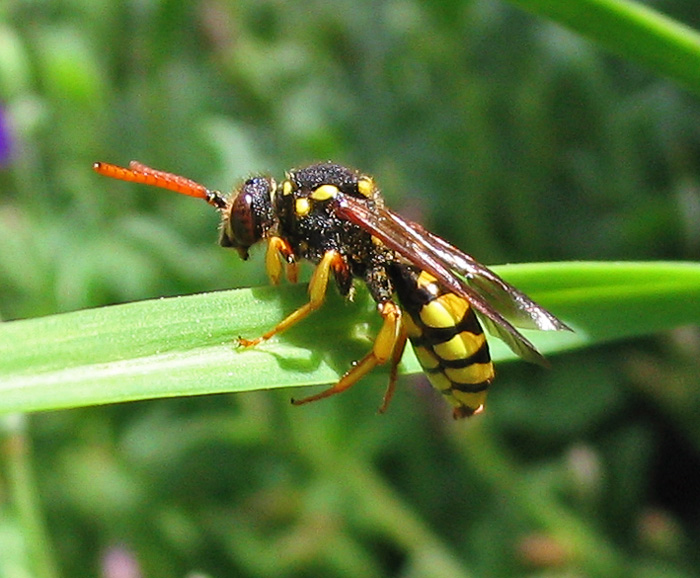
Cette Nomada succincta est bien une abeille, malgré sa ressemblance avec les guêpes.
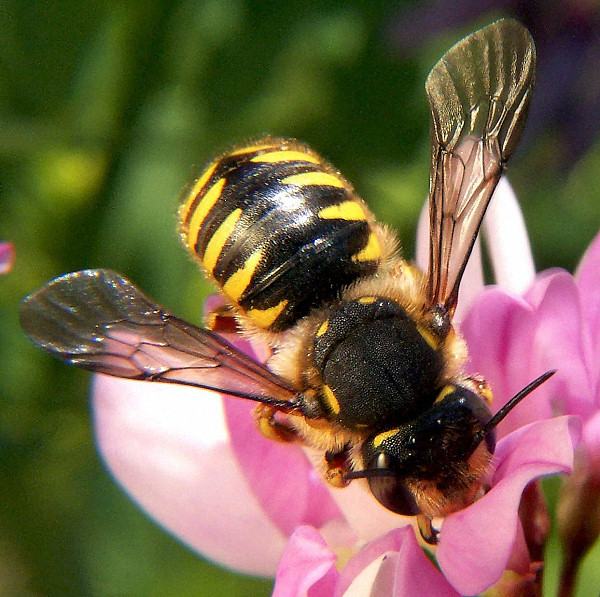
Anthidium manicatum, autre abeille imitant les guêpes.
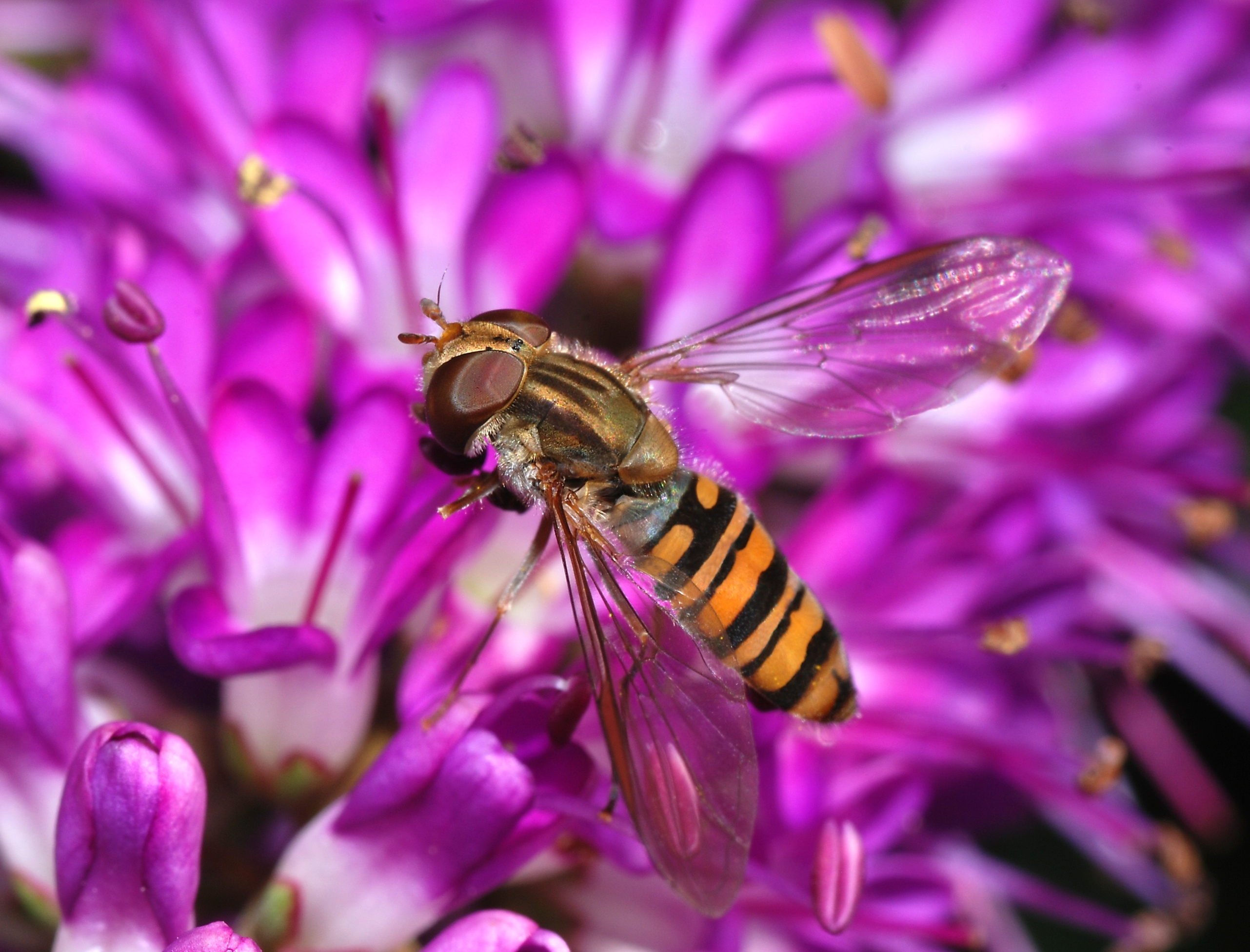
Les syrphes (ici Episyrphus balteatus) sont des mouches mimétiques des guêpes, et inoffensives.
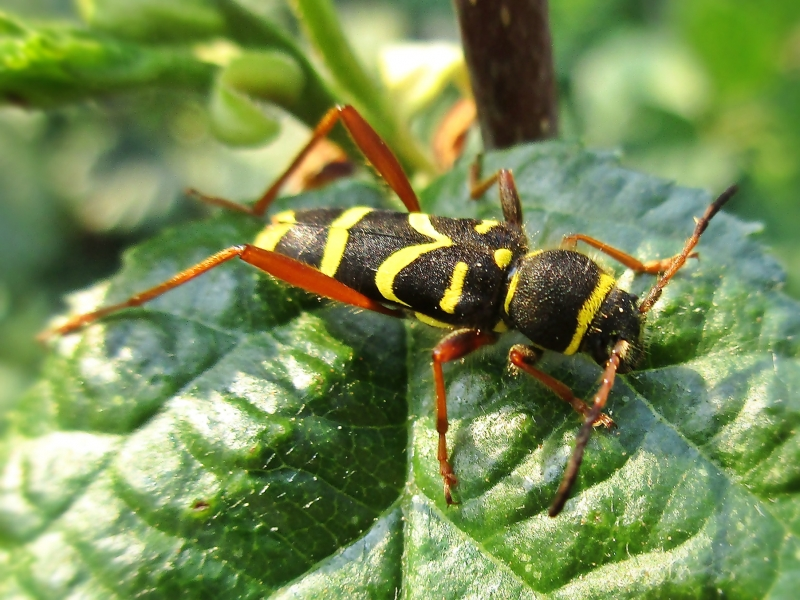
Le clyte bélier (Clytus arietis) est un coléoptère mimétique des guêpes.

## Classification

### Guêpe solitaire

#### Guêpe fouisseuse

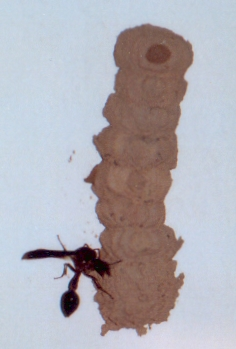
Guêpe bâtissant des loges en terre pour stocker les proies qui serviront de réserves de nourriture à ses propres larves.

Il en existe environ 9 000 espèces à travers le monde. Ce sont des guêpes solitaires. Certaines de ces guêpes ont le corps allongé et très élancé, alors que d’autres sont plus trapues. Elles mesurent généralement entre 1 et 3 cm. Elles sont parfois noires et jaunes (ou orangées), toutes noires ou bleu métallique (comme le Chalybion californicum). Elles ont parfois une taille très allongée. Leurs antennes sont longues et leurs pièces buccales de type broyeuses. Leurs pattes arrière sont souvent longues.
Pour son nid, la femelle peut : 
- utiliser diverses cavités (tiges creuses, anfractuosités) ;
- bâtir de toutes pièces des loges (en terre) ;
- creuser plusieurs cellules dans le sol.

Le nid peut être rempli d'arthropodes (insectes matures, larves, araignées) souvent paralysés à l'aide de son venin et sur lesquels elle pond.
Les femelles chassent des insectes ou des araignées, dans le but de nourrir leur progéniture. Les adultes se nourrissent surtout de nectar. Certaines sont généralistes et se contentent de divers arthropodes qu’elles peuvent trouver (araignées, chenilles, mouches, sauterelles), alors que d’autres sont plus spécifiques dans leurs choix de proies. Ainsi, le grand sphex doré (Sphex ichneumoneus) ne chasse que de grosses sauterelles vertes. Lorsqu’une proie est capturée, celle-ci est paralysée à l’aide de l’aiguillon de la femelle guêpe. La guêpe place ensuite sa victime dans une cellule préalablement construite (dans la terre, le bois mort ou sur une paroi quelconque). Elle pond ensuite un œuf dessus et referme ensuite la cellule. Les autres cellules seront remplies de la même façon et un œuf sera pondu dans chaque cellule. À leur éclosion, les larves pourront se nourrir de la proie (insecte ou araignée) paralysée que leur mère leur a laissée. Ces proies, toujours bien vivantes, constituent un repas frais et nutritif pour ces futures guêpes.

#### Pompile
Ce sont des guêpes solitaires. La femelle nourrit ses larves avec des araignées (une araignée par œuf). Soit elle utilise le nid de l'araignée, soit elle utilise une cavité préexistante, soit elle creuse un terrier avant ou après avoir capturé une proie.

#### Guêpe maçonne
Les guêpes maçonnes ou potières sont les guêpes faisant partie de la sous-famille des Eumeninae, dans la famille des Vespidae.
Ce sont des guêpes formant des petits nids d'argile ou de boue ou de particules de sable et argiles agglomérées avec de la salive. Ces nids sont si spécifiques à chaque espèce qu'il est possible de produire une clé d'identification des nids de guêpes sociales (certaines espèces sont solitaires, d'autres sont sociales).
- Les Eumènes construisent leur nid en assemblant des gouttelettes de boue. 
Dans cette famille, on appelle Guêpes potières  celles (Eumenes, Delta, etc.) qui les fabriquent en forme de petit pot de terre remplis de chenilles paralysées avant que l'entrée en soit fermée d'un opercule de terre. La femelle fixe un seul œuf par cellule de terre, suspendu au bout d'un fil au-dessus des "provisions" de nourriture. Après l'éclosion, la larve reste suspendue et mange peu à peu son stock de chenilles.
- Les Odynères (Odynerus et genres voisins) font des nids de terre qui sont des galeries où des cellules sont aménagées par des cloisons les séparant. La plupart des espèces construisent ces nids dans le sol, ou des pans de terre (talus argilo-sableux en général). Les galeries souterraines sont parfois équipées d'une sorte de cheminée provisoire qui protège le nid (des prédateurs, de la pluie, de la déshydratation le temps de sa construction et de la ponte, avant que la femelle ne la détruise et en utilise la terre pour construire l'opercule qui fermera le nid. Les proies stockées dans ces nids sont le plus souvent des larves de charançons ou de chrysomèles, paralysées par une petite dose de venin). Certaines espèces d'Odynères font leurs nids dans des tiges creuses de végétaux, des nids récupérés d'Hyménoptères ou des coquilles d'escargots[5]. Une femelle produit généralement une dizaine de nids, avant de mourir[6]. Le Sceliphron, qui peut construire ses nids dans les maisons, est une guêpe qui nourrit ses larves avec des araignées paralysées[6].

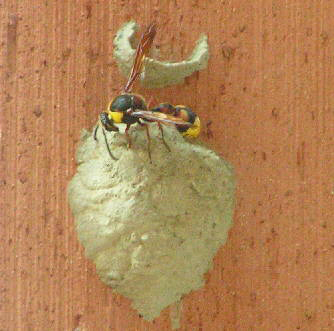
Guêpe maçonne
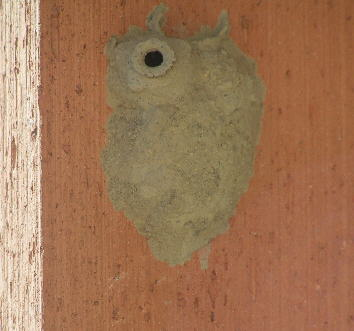
Nid de guêpes maçonnes
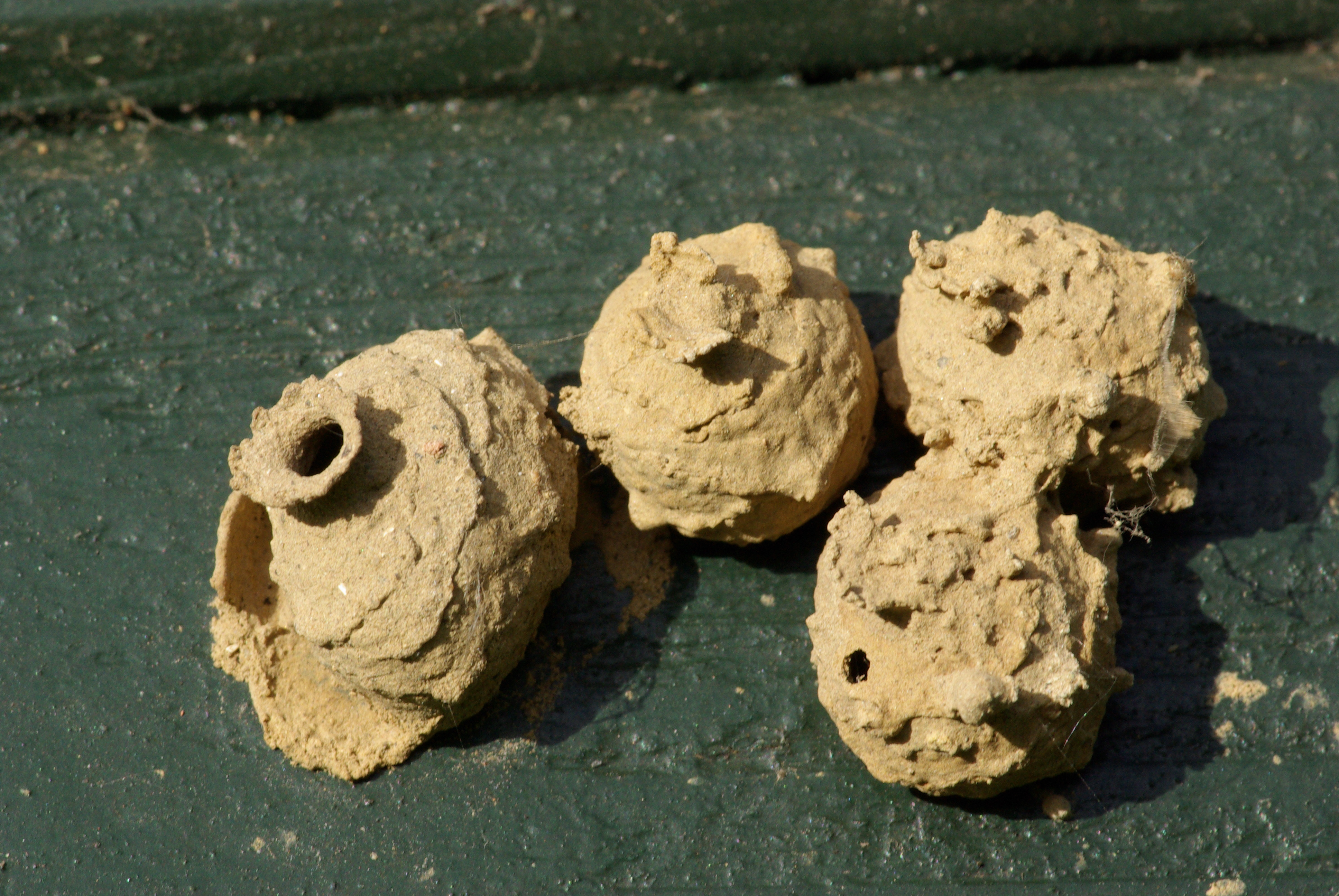
Nid d'Eumenes

### Guêpe sociale
Les guêpes sociales sont les guêpes faisant partie de la famille des Vespidae, comprenant uniquement les sous-familles Vespinae et Polistinae; les autres sous-familles, Eumeninae et Masarinae, ayant un comportement solitaire.
Elles forment des colonies annuelles fondées au printemps par une femelle fécondée, la reine. Le nid est constitué d'alvéoles de « carton » construites avec une espèce de pâte à papier que les guêpes produisent en mastiquant du bois mélangé à leur salive.

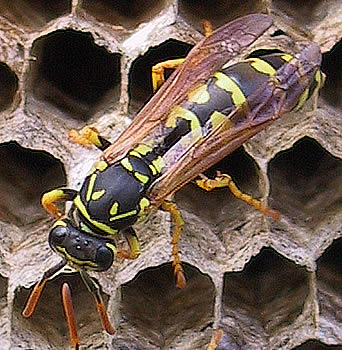
Guêpe sur les alvéoles de son nid
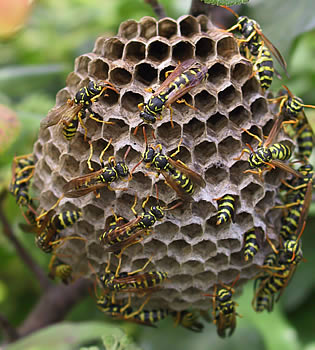
Nid de guêpes
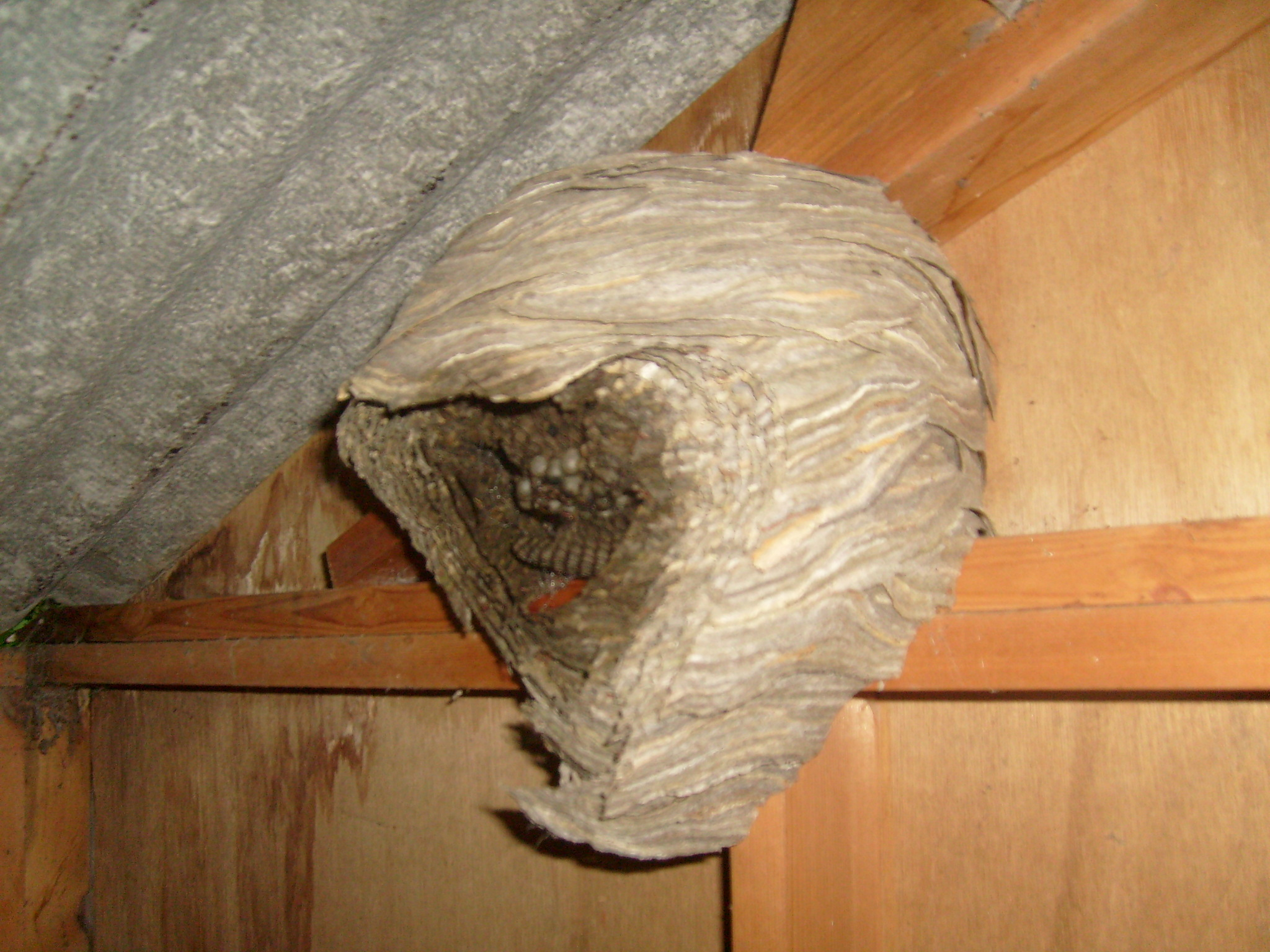
Nid de guêpes dans une cabane de jardin
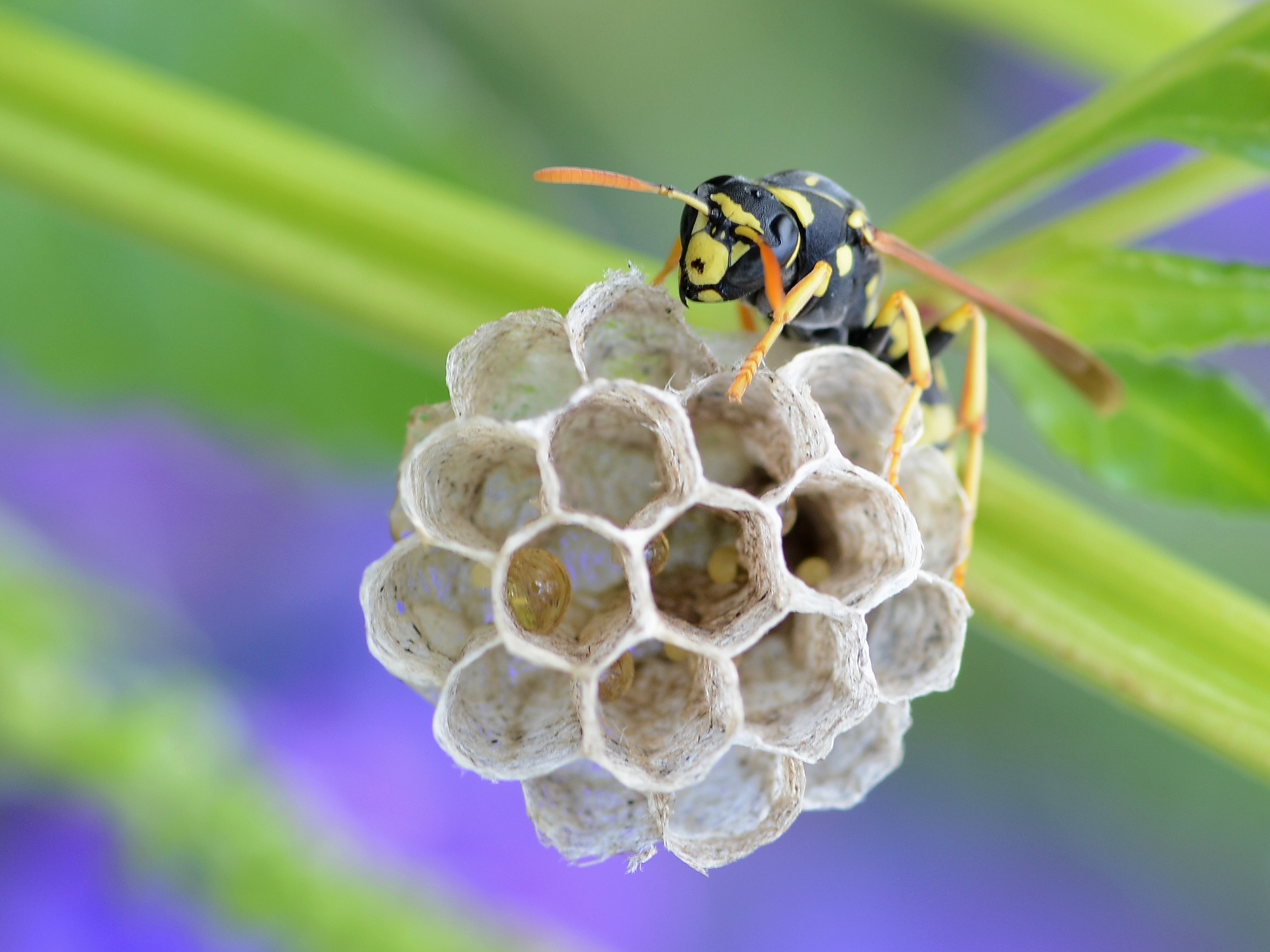
Jeune reine Polistes dominula gardant son nid

## Terminologie

### Étymologie et sémantique
Le mot est attesté dès le Moyen Âge, sous les formes wespe vers 1180 (Marie de France, Fables, éd. K. Warnke, 65, 28) ; guespe dans le Dictionnaire du Moyen français (1330-1500). Les mouches guespes comprennent alors les guespes de ruche, c'est-à-dire les abeilles.
Dans le Dictionnaire de l'Académie française, ce terme est mentionné dès la quatrième édition (1762) qui définit la guêpe en la  comparant à la mouche, plus petite, et à l'abeille, « presque semblable ». Elle est aussi caractérisée par son aiguillon et son « mauvais miel ». À partir de la sixième édition (1832-5), ce dictionnaire précise que certaines espèces « vivent en société ». La huitième édition (1932-5) introduit la notion de classification en les décrivant comme un « Genre d'Insectes de l'ordre des Hyménoptères » dont font partie la « Guêpe vulgaire » ou le Frelon, et l'ouvrage précise que seules les femelles sont pourvues d'un aiguillon, mais leur production de miel n'est plus mentionnée.
Le Trésor de la langue française informatisé (TLFi) en donne une définition plus large, précisant seulement qu'il s'agit d'un hyménoptère, que l'abdomen est « annelé jaune et noir » et que la femelle possède « un aiguillon venimeux ».
On dit un essaim de guêpes, un nid de guêpes, une piqûre de guêpe. Le «guêpier désigne aussi bien le nid que l'essaim,.
Le mot guêpe se dit vespa en latin, à la racine des taxons Vespoidea, Vespidae, Vespinae, Vespa ou Vespula. Il est d'ailleurs issu de ce mot latin avec influence du germanique occidental *wapsu (> *waspu) « guêpe » (cf. anglais wasp, allemand Wespe) sur la consonne initiale, d'où latin vespa > gallo-roman WESPA > ancien français wespe (dialectal) / guespe.
En Guyane, les guêpes comme les abeilles sont souvent appelées des « mouches ».

### Noms français et noms scientifiques correspondants
Liste alphabétique des noms vulgaires ou des noms vernaculaires attestés en français. Certaines espèces ont plusieurs noms et, les classifications évoluant encore, certains noms scientifiques ont peut-être un autre synonyme valide. En gras, les espèces les plus connues des francophones.
- Guêpe - Fam. Vespidae, notamment Vespula vulgaris[13]
- Guêpe autrichienne - Vespula austriaca[14]
- Guêpe à galle - espèce de la famille des Cynipidae[7]
- Guêpe à taches blanches - Dolichovespula maculata[15],[7],[16]  (cf. Dolichovespula)
- Guêpe cartonnière (en) - espèce faisant son nid avec une sorte de carton[16], entre autres Chartergus chartarius[7]
- Guêpe commune - Vespula vulgaris[14],[16]
- Guêpe cécidogène - voir Guêpe à galle[14]
- Guêpe de l'est - Vespula maculifrons[15],[7],[16]
- Guêpe de l'ouest - Vespula pensylvanica[15],[7],[16]
- Guêpe des chemins - espèce de la famille des Pompilidae[16]
- Guêpe des sables - espèce du genre Ammophila[14]
- Guêpe dorée - espèce de la famille des Chrysididae[14]
- Guêpe du bois - Urocerus gigas[14],[7]
- Guêpe fouisseuse - espèce de la famille des Sphecidae[14] ou Bembix spimolae[7] (cf. Bembix)
- Guêpe frelon - Fam. Vespidae, notamment Vespa crabro et Vespa maculata[13]
- Guêpe gallicole - voir Guêpe à galle[14]
- Guêpe géante - la sous-espèce Vespa crabro germana[7],[16]
- Guêpe germanique - Vespula germanica[14],[16]
- Guêpe jaune - Dolichovespula arenaria[15],[7],[16] (cf. Dolichovespula), Fam. Vespa[13]
- Guêpe jaune terricole - Sphex ichneumoneus[7]
- Guêpe maçonne - espèce de la sous-famille des Eumeninae[14], construisant un nid d'argile[16]
- Guêpe maçonne bleue - Chalybion coeruleum[7]
- Guêpe maçonne jaune - Sceliphron caementarium[7]
- Guêpe mellifère - espèce de la sous-famille des Masarinae[14] (cf. Vespidae)
- Guêpe norvégienne - Vespula norvegica[14]
- Guêpe orientale - Vespa orientalis[7]
- Guêpe parasite - voir Guêpe parasitoïde[7]
- Guêpe parasitoïde - diverses espèces qui s'attaquent à d'autres insectes, par exemple Diadegma semiclausum[17]
- Guêpe potière - voir Guêpe maçonne[16]
- Guêpe rousse - Vespula rufa[14]
- Guêpe saxonne - Dolichovespula saxonica[14]
- Guêpe sociale - diverses espèces de la famille des Vespidae formant une colonie[7]
- Guêpe solitaire - diverses espèces ne formant pas de colonie[14], Fam. Eumenidae, notamment Eumenes fraterna[13]
- Guêpe sylvestre - Vespula sylvestris[14]
- Guêpe tarentule - Pompilus formosus[13]
- etc.

## Les guêpes et l'homme
La guêpe fait partie des nombreuses espèces évoquées dans les traités anciens de vénénologie (on parle aujourd'hui plutôt de toxinologie), et de diverses plantes médicinales (heureusement communes), étaient utilisées pour atténuer la douleur d'une piqûre et éviter la réaction inflammatoire induite (le plantain notamment, dont on sait maintenant qu'il contient des anti-histaminiques). Elle était sans doute bien moins gênante que les poux, puces et autres vermines commensales de l'Homme.
Durant la seconde moitié du XXe siècle, les guêpes ont de plus en plus été considérées comme gênantes ou dangereuses, notamment dans les lotissements, camping, écoles, aires de jeux et en ville.
La médiatisation des cas d'allergies, parfois mortelles par la presse, la radio et la télévision puis, plus récemment l'internet, a fait qu'« on a d'abord appelé à l'aide toute sortes de gens et de services, policiers, agronomes, pharmaciens, droguistes... mais d'année en année, ce sont les services de pompiers qui ont été les plus dérangés et qui sont devenus les plus experts pour la destruction de guêpiers trouvés gênants dans ou près de lieux couverts ».
En Europe, parmi une quinzaine d'espèces de guêpes sociales, seule la Guêpe germanique (Vespula germanica) se montre volontiers agressive, avec des piqûres douloureuses, et potentiellement dangereuses pour les humains et les animaux domestiques, devant la Guêpe commune (Vespula vulgaris), moins agressive sauf si elle se sent menacée. Les autres espèces sont sans danger pour l'Homme et les animaux, mais bien qu'elles soient déjà considérées comme menacées déjà depuis les années 1980 (là où elles n'ont pas simplement disparu), elles font aussi, et encore, l'objet d'une destruction quasi-systématique dans les zones habitées.
On parle d'années à guêpes pour décrire le phénomène, encore mal compris de fluctuations importantes des populations (ex. : 1980 et 1982 ont été en Belgique des années où elles ont été plus densément présentes).

### Piqûre de guêpe

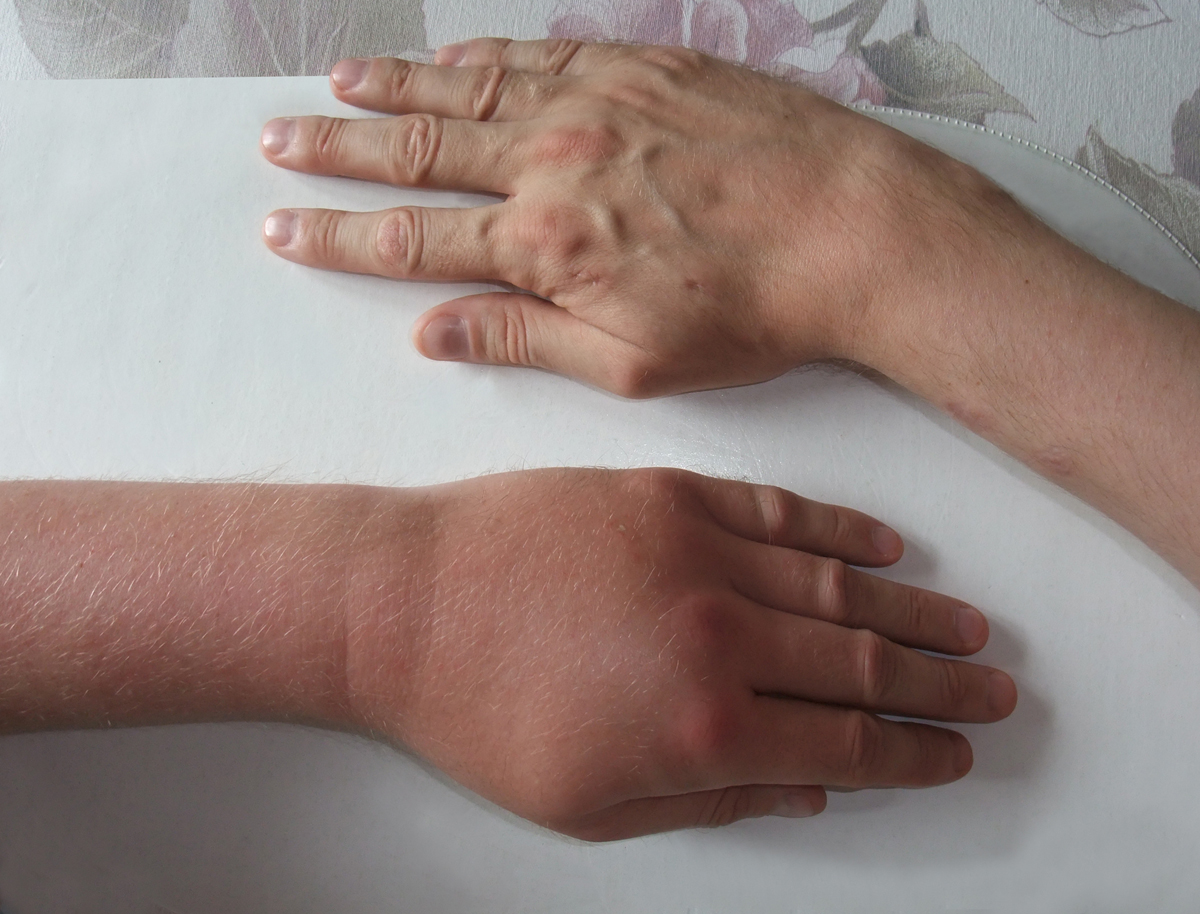
Gonflement, deux jours après la piqûre d’une guêpe sur une personne allergique.

La piqûre de ces insectes a pour but d'injecter du venin à leur victime pour se défendre ou pour défendre leur nid, ou bien pour la neutraliser lorsqu'ils chassent. Le venin de guêpe est un mélange complexe de composés chimiques (enzymes, protéines et amines biogènes) différent de celui des abeilles domestiques.

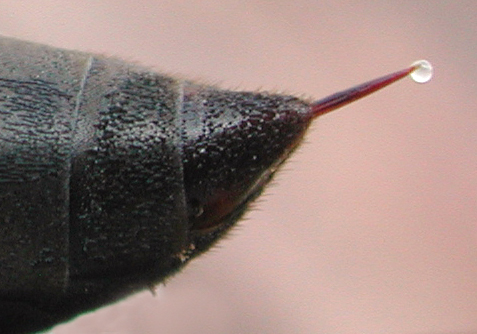
Chez les guêpes, l’aiguillon est lisse.

Contrairement à l'Abeille domestique, l'aiguillon de la guêpe n'est pas équipé d'ardillon ; de ce fait elle ne laisse pas son dard fiché dans la piqûre (à la différence des abeilles). Elle peut donc piquer plusieurs fois de suite.
Selon les individus, l'effet peut être bénin ou grave, en fonction du nombre de piqûres et du fait de la présence de substances sensibilisantes dans la composition du venin, mais seuls 2 % des humains sont mis en danger par une seule piqûre de cet insecte. Une guêpe injecte environ de deux à dix microgrammes de venin, donc une vingtaine de guêpes peuvent envoyer un humain adulte à l'hôpital ou même tuer un chien de 5 kg,. Une personne n'a la plupart du temps qu'une rougeur localisée, un œdème qui peut être très douloureux et quelques démangeaisons. En fonction de la zone touchée (yeux, bouche…), en cas de piqûres très nombreuses ou sur un petit animal, ou bien encore en cas d'aggravation et de symptômes d'allergie, il convient de prendre d'urgence un avis médical,,. Une quinzaine de personnes meurt par piqûres d'hyménoptères (abeilles, guêpes et frelons) par an en France, principalement chez les personnes allergiques. Seule la femelle est pourvue d'un aiguillon venimeux. 
En cas de piqûre, il suffit en général de ne pas paniquer, et si possible de désinfecter l'endroit. Pour limiter l'inflammation, les moyens naturels dont l'efficacité est généralement admise consistent à approcher la plaie d'une source de chaleur dans les dix minutes qui suivent (55 °C maximum) pour atténuer l'effet du venin (les protéines du venin sont thermolabiles, c'est-à-dire qu'elles sont détruites à des températures comprises entre 50 et 55 °C), puis la refroidir avec de l'alcool médical ou de la glace pour atténuer la douleur. L'acidité du vinaigre ou du citron diminue aussi l'action du venin alcalin de la guêpe.

### Neutralisation et dangers pour l'homme
La guêpe est un insecte utile en tant que prédateur, limitant les populations d'insectes potentiellement nuisibles tels que les moustiques et divers insectes et autres invertébrés déprédateurs des cultures. L'emploi de pesticides peut parfois être excessif comparé à la menace présentée.
Une neutralisation propre peut très bien être réalisée ponctuellement avec un abat-guêpe. Cependant, en cas de nid important et mal placé, sous un toit ou dans un jardin, il convient d'isoler ou détruire la colonie. Il est préférable d'attendre la fin du jour et le retour de la fraîcheur pour agir alors que les guêpes sont regroupées et endormies[réf. nécessaire], de préférence en faisant appel à des personnes qualifiées et formées à ce type d'intervention.

### Aspects culturels

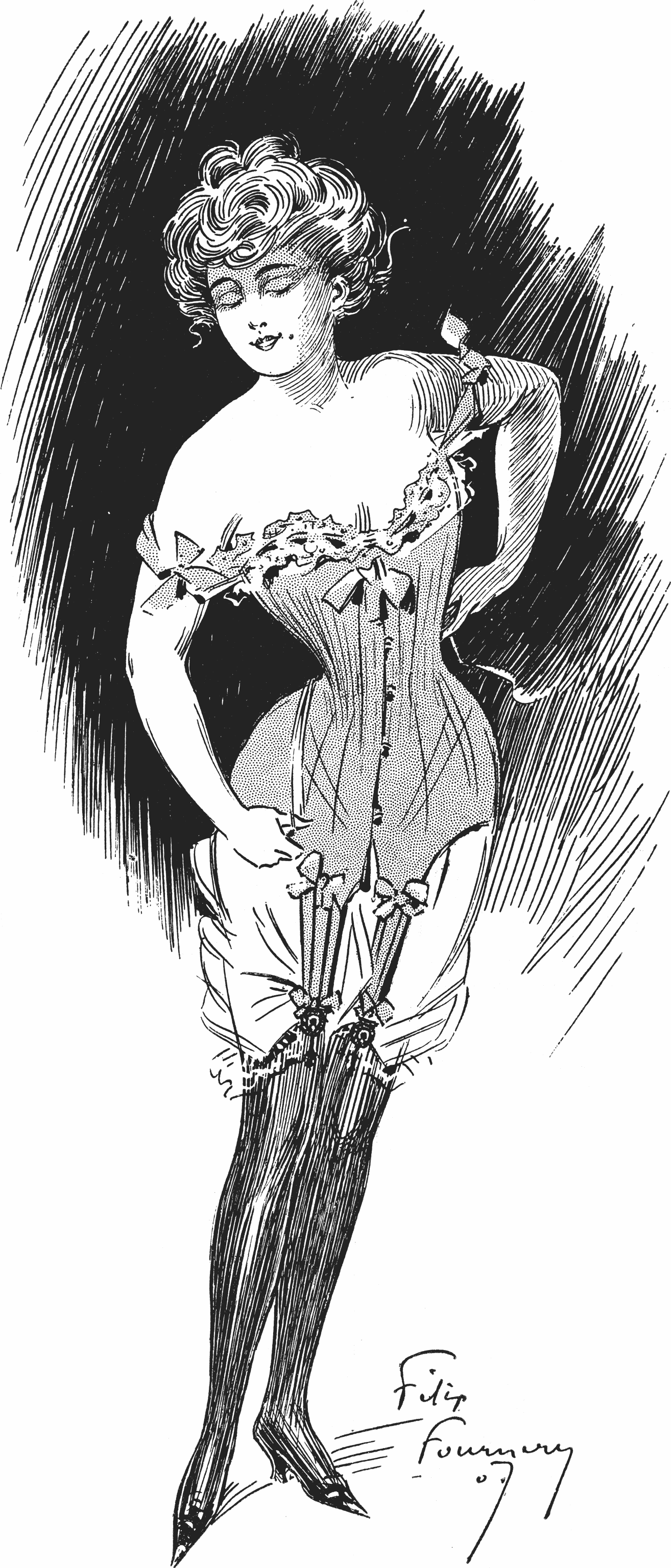
Une « taille de guêpe »

L'expression « taille de guêpe » désigne une taille fine comme celle de l'animal et serrer sa taille pour l'amincir se dit « guêper », l'un des vêtements conçus à cet usage étant une gaine appelée guêpière,,.
Au sens figuré, une « guêpe » était une personne importune ou mordante et un « guêpier » devient un endroit plein d'agitation ou de danger, voire un piège. Le proverbe : « où la guêpe a passé le moucheron demeure », signifie qu'il est vain d'imiter les gens qui possèdent force ou richesse,. De nombreux titres d'œuvres font référence à la guêpe ou au guêpier dans ce dernier sens : La Guêpe, Les Guêpes, Nid de guêpes, Le Guêpier, Ant-Man et la Guêpe, etc.
Par homonymie, le blason de la ville allemande de Wespen (de) est orné de deux guêpes.
Le scooter Vespa de Piaggio a été appelé ainsi pour sa ressemblance relative avec le bruit du moteur rappelant le bruit de la guêpe (nommée vespa en italien)
La plus grande collection au monde de nids de guêpes se trouve dans la région de l'Abitibi-Témiscamingue au Québec. C'est le Musée du nid de guêpes qui détient ce record Guinness depuis 1993. 

Blason de la ville de Wespen (qui signifie guêpes en allemand).